# إدارة الشبكة من الداخل
في وجود التقنيات الحالية ل إدارة الشبكات تكون وظائف الإدارة عادة خارج الشبكة في مراكز الإدارة ومزودات الخدمة، تتفاعل هذه الوظائف مع عناصر وأجهزة الشبكة عبر بروتوكولات الشبكة للإدارة، من أجل تنفيذ مهام الإدارة، بما في ذلك القصور، والتهيئة، والمحاسبة، والأداء، وإدارة الأمن، أو (FCAPS) القصيرة. يتم تنفيذ معظم هذه المهام معتمدة علي كل جهاز. أثناء عمليات الشبكة على سبيل المثال يستطلع مركز الإدارة دوريا أجهزة فردية في مجالها للحصول علي قيم لمتغيرات محلية، مثل عدادات الأجهزة أو معاملات الأداء. تتم معالجة هذه المتغيرات في مركز الإدارة لحساب تقدير الشبكة على مستوى الدولة، والتي تقوم تطبيقات الإدارة بتحليلها واتخاذ إجراءات بشأنها. هذا النموذج من التفاعل بين نظام الإدارة والنظام المدار ينطوي علي هياكل تقليدية للإدارة وبروتوكولات، بما في ذلك SNMP, TMN and OSI-SM ]
في رأي أنشطة الإنترنت المستقبلية في مجتمعات البحث حول العالم، يكون لإدارة شبكة الإنترنت المستقبلية أهمية كبري نظرا لكونها تتطلب إدارة أكثر ذاتية، وأكثر أوتوماتيكية، واستخدام أسهل لأدوات الإدارة. تم تطوير ومناقشة إدارة الشبكة من الداخل في مجموعة أكبر في اجتماع حول شركاء المشروع المشاركين في EU FP7 مشروع 4WARD ، EU مشروع AutoI ، و EU مشروع UniverSELF.

## رؤية إدارة الشبكة من الداخل
تقوم إدارة الشبكة من الداخل(INM) بدعم عمليات الإدارة باستخدام البنية الموزعة بشكل جيد. إن الهدف الرئيسي هو تصميم وظائف الإدارة التي تقع في أو بالقرب من عناصر وخدمات الشبكة التي يتعين إدارتها، والتي في معظم الحالات تشترك في نفس النقاط ؛ مع اقتراب الهدف، فإنها ستكون مشتركة في التصميم مع عناصر وخدمات الشبكة. رؤية نموذج INM لقدرات الإدارة الضمنية في الشبكة. تكون الاستفادة من البنية الموزعة الناتجة هي الدعم الجوهري لملامح الإدارة الذاتية.
تمتد مساحة تصميم INMعلى ثلاثة محاور هي :
1. على درجة التضمين : يمكن تنفيذ عمليات الإدارة ووظائفها، كأنها قدرات إدارة خارجية، منفصلة، متكاملة، أو جوهرية في الشبكة أو الخدمات. تكون القدرات المتكاملة أضعف من الجوهرية في أنه بدلا من وظيفية الإدارة غير المميزة، فإنها تحدد قدرات الإدارة المرئية والنموذجية، ولكنها لا تزال ترتبط ارتباطا وثيقا ومتكاملا مع خدمات محددة. تكون عمليات الإدارة المنفصلة هي تلك التي تنفصل أكثر من الخدمة، وتشمل على سبيل المثال مقاربات إدارة موزعة بشكل ضعيف. تشتمل عمليات الإدارة الخارجية علي نماذج إدارة شبكة تقليدية مستخدمة على نطاق واسع اليوم.
2. على درجة من الاستقلال الذاتي، تسمح بنية INM بدرجات مختلفة من إدارة الاستقلال الذاتي، من العمليات اليدوية إلي العمليات المستقلة ذاتيا بشكل كامل. تشير العمليات اليدوية إلى المعالجة اليدوية المباشرة لمعاملات الإدارة مثل تكوينات التوجيه اليدوي. يمكن الحصول عادة علي الإدارة الآلية في تطبيق نصوص الإدارة. تتضمن شبكات الاستقلال الذاتي ودرجات الاستقلال الذاتي ذكاء يسمح للنظام بالتحكم في سلوكها من حيث إدارة الشبكة.
3. على درجة من التجريد، يمكن اعتماد مستويات مختلفة من الإدارة وفقا للتدرج الوظيفي لشبكة إدارة الاتصالات (TMN).[5][6] يؤدي هذا البعد إلى تقليل كمية التفاعلات الخارجية للإدارة، وهو أمر أساسي لتقليل التفاعل اليدوي واستمرارإمكانية إدارة أنظمة شبكية كبيرة. يمكن فهم هذا البعد بصورة دقيقة علي أنه الانتقال من نموذج كائن مدار إلي نموذج إدارة بواسطة الهدف.
4. يمكن العثور على مزيد من المعلومات التفصيلية حول هذا المفهوم في [7]

## وصلات خارجية
- Overview of In-Network Management
- In-Network Management: A new Paradigm for Managing the Future Internet